# Molnár Gyula (szobrász)
Dr. Molnár Gyula (Nagykőrös, 1882. április 1. – Sopron, 1962. december 19.) magyar katonatiszt, tanár, jogász, festő- és szobrászművész.

## Élete
A neves nagykőrösi Molnár család leszármazottja; nagyapja, Molnár László honvéd főhadnagy az 1848–49-es forradalom és szabadságharc lovastisztje volt.
1904 és 1906 között Strobl Alajos és Radnai Béla tanítványa volt a budapesti Magyar Királyi Mintarajztanoda és Rajztanárképezdében, ahol rajztanári oklevelet szerzett. Ezt követően Párizsban, Münchenben és Rómában folytatott művészeti tanulmányokat. 1918-1920 között saját rajziskolát működtetett Pozsonyban. Hazatérve először Budapesten, a Magyar Királyi Honvéd Ludovika Akadémián tanított rajzot, majd a soproni II. Rákóczi Ferenc Magyar Királyi Reáliskolai Nevelőintézetben (1936-tól II. Rákóczi Ferenc Magyar Királyi Honvéd Nevelőintézet) volt közigazgatási főnök, igazgatóhelyettes, majd főigazgató tanár; rajzot és természetrajzot oktatott.
Az 1920-as évek közepétől az 1940-es évek közepéig, mint nyugállományú honvédtiszt (ezredes), katonaiskolai tanár, jogász, jó tollú író, költő, festő- és szobrászművész Sopron jeles közéleti alakjának számított, a város köztiszteletnek örvendő polihisztor polgára volt. Festményeit többnyire vidéki tárlatokon mutatta be. Sopronban és szülővárosában számos szobrot és domborművet készített, de emlékérmet is vésett. Műalkotásai jórészt feledésbe merültek, több munkája elpusztult, vagy ismeretlen helyen lappang.
Három lánygyermeke, Alice (1914), Katalin (1918) és Lilly (1919), valamint egy fia született (1921); ez utóbbi ugyancsak hivatásos katona lett: Molnár László m. kir. repülő hadnagy, a 101. Puma vadászrepülő osztály bátor, haláláig a legeredményesebb vadászpilótája volt. Gépét 1944. augusztus 7-én Káld mellett lőtték le; halálát apja sohasem tudta feldolgozni. A sopronbánfalvi Hősök Temetőjében végső nyugalomra helyezett fiú sírjára a lelőtt gép légcsavarjából készített emlékművet.
Az 1848-as forradalom és szabadságharc centenáriuma alkalmából szülővárosát, a nagykőrösi Arany János Múzeumot számos családi ereklyékből és saját gyűjtésből származó relikviával gazdagította.
1962. december 19-én hunyt el Sopronban. A bánfalvi Hősök Temetőjében nyugszik, fia és több családtagja mellett.

## Főbb művei
- Révai Miklós-emléktábla domborműve (1931)
- Hűségzászló Harc domborműve (Sopron, 1932)
- 18. m. kir. honvéd gyalogezred hősi emlékművének katonaalakja és domborművei (Sopron, 1933)
- II. Rákóczi Ferenc-mellszobor (Sopron, 1934)
- II. Rákóczi Ferenc-emléktábla domborműve (Nagykőrös, 1935)
- Kossuth Lajos-dombormű (Nagykőrös, 1936)
- B. Tóth Ferenc-szobor (Nagykőrös, 1937)
- Klapka György-mellszobor (Sopron, 1937)[10]
- Petőfi Zoltán-dombormű (Nagykőrös, 1948)